# Ericeia
Ericeia é um gênero de traça pertencente à família Arctiidae.